# William Mulready

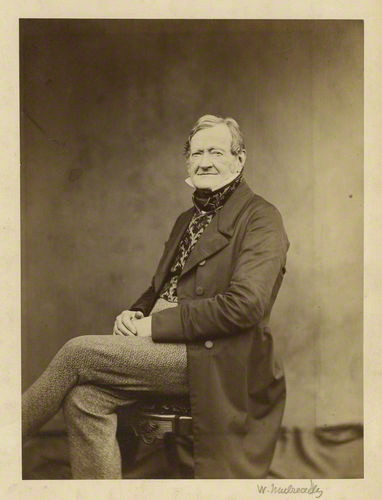
William Mulready, foto door Cundall, Downes & Co, jaren 1860

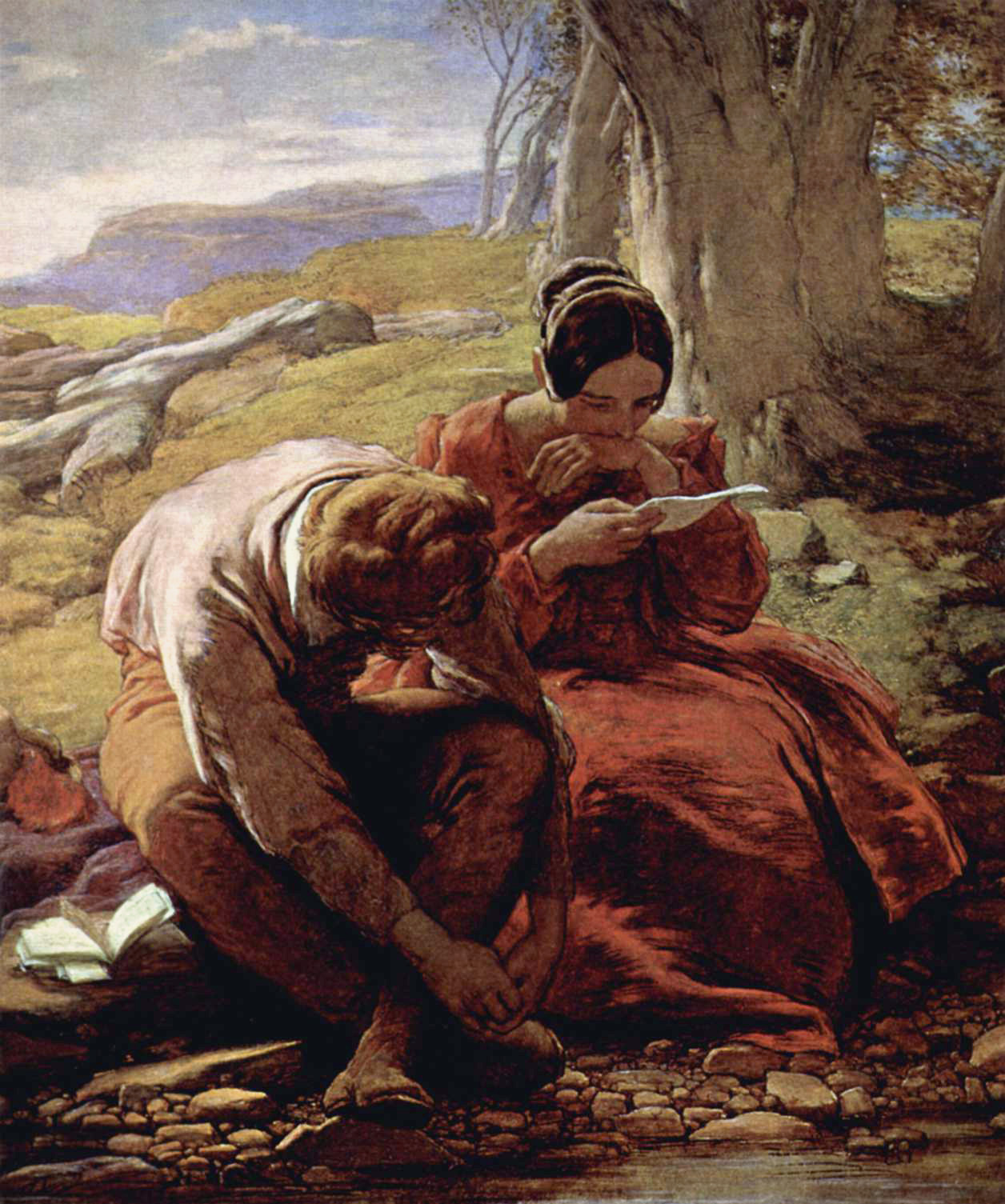
The Sonnet, 1839, Victoria and Albert Museum, Londen

William Mulready (Ennis, County Clare, Ierland, 1 april 1786 – Londen, 7 juli 1863) was een uit Ierland afkomstig kunstschilder die in Engeland woonde en werkte. Hij kwam uit een eenvoudig gezin, dat kort na zijn geboorte naar Dublin verhuisde en vervolgens in 1792 naar Londen vertrok.

## Leven
Al op 11-jarige leeftijd toonde hij talent. Hij poseerde als model voor de schilder John Graham en zijn interesse in de kunst werd verder aangewakkerd onder de hoede van de beeldhouwer Thomas Banks. Toen hij 14 was, werd hij toegelaten tot de Royal Academy School.
Met onder anderen John Linnell, William Henry Hunt en Copley Fielding studeerde hij ten huize van de vermaarde aquarellist en landschapschilder John Varley. Hij trouwde al spoedig, op 18-jarige leeftijd, met een zus van Varley, Elizabeth, maar het huwelijk was geen lang leven beschoren. De beide echtelieden beschuldigden elkaar over en weer van onoorbare praktijken en na zes jaar gingen ze uit elkaar. Zij hadden inmiddels vier kinderen. Een van hun kleinkinderen was de schilder Augustus Edwin Mulready (1844 - 1904).

## Werk
Mulready ontwikkelde zich tot een bekwaam en populair schilder. Hij werkte achter langzaam en met grote zorgvuldigheid en maakte vele schetsen voor hij een schilderij aan het doek toevertrouwde. Zijn productie bestond dan ook vaak uit niet meer dan twee of drie schilderijen per jaar. Zijn eerste werken waren hoofdzakelijk landschappen; later vervaardigde hij vooral object- en genrestukken, vaak met het landelijk leven als thema. In 1815 werd hij toegelaten tot de Royal Academy of Arts. Hij vond ook erkenning in het buitenland en ontving, eveneens in 1815, het Legion d'Honneur voor zijn inzendingen naar de internationale expositie in Parijs.
In 1840 ontwierp Mulready de allegorische illustraties voor het nieuwe in Engeland in te voeren postwaardestuk. Het werd naar hem genoemd en staat bekend als het Mulready couvert, een vooruitbetaalde envelop. Vrijwel tegelijkertijd werd de eerste postzegel ter wereld in Engeland geïntroduceerd, de zogeheten Penny Black. Het gebruik van zegels leidde ertoe dat de couverts snel uit beeld verdwenen.
Veel werk van de schilder bevindt zich in het Victoria and Albert Museum en de Tate Gallery in Londen.
Mulready overleed in het Londense Bayswater. Op de begraafplaats Kensal Green werd een herdenkingsmonument opgericht.